# پرچم دومینیکا
پرچم دومینیکا در ۳ نوامبر سال ۱۹۷۸ به تصویب رسید. با این حال این پرچم سه بار در سالهای ۱۹۸۱، ۱۹۸۸ و ۱۹۹۰ اصلاح شد.

پرچم اکنون دومینیکا

تا پرچم حال حاضر دومینیکا

## معنای رنگ پرچم
این پرچم دارای یک صلیب که نماد مسیحیت و این صلیب از سه رنگ تشکیل شده است.
زرد: نماد آفتاب موز و میوه مرکبات موجود در این جزیره حوضه دریای کارائیب است.
سیاه: نماد مردم ساکن این جزیره و نشان دهنده منشا این مردم که از آفریقا آمده‌اند.
سفید: نشان دهنده رودخانه‌ها و آبشارهای این کشور است.
سبز: نماد پوشش گیاهی در این جزیره است.
ستاره سرخ در وسط پرچم نماد عدالت اجتماعی واقع شده است.
ده ستاره وسط نشان دهنده ۱۰ استان این کشور است به نامهای (سنت اندرو، سنت دیوید، سنت جان، سنت جورج، سنت جوزف، لوقا سنت، سنت مارک، سنت پاتریک، سنت پل و سنت پیتر).

## پرچم سابق

1978 - 1981.
1981 - 1988.
1988 - 1990.